# Bockfließ
Bockfließ är en ort och kommun i Österrike. Den ligger i distriktet Mistelbach i förbundslandet Niederösterreich, 24 km nordost om huvudstaden Wien. 